# In Rough Territory
In Rough Territory è l'album di debutto del gruppo drum and bass inglese 4hero, pubblicato dalla Reinforced Records nel 1991.

## Tracce
Compact disc
1. Genesis – 5:24
2. No Sleep Raver (Tired Eyes Mix) – 4:51
3. Mr Kirks Nightmare (Live Mix) – 5:14
4. Reachin – 4:55
5. Can't Strain My Brain – 4:57
6. Put Your Thinkin' Caps On – 1:50
7. May The Wicked Perish In The Fire Of Hell – 4:06
8. The Last Ever Bleep Track (Used To Death) – 4:11
9. Risin' Sun – 4:08
10. Mad Dogs (Feeding Propaganda) – 4:41
11. Massacre – 5:50
12. 4 Hero – 5:02

Durata totale: 55:09